# Man in the Hills
Man in the Hills è un album di Burning Spear, pubblicato dalla Island Records nel 1976. Il disco fu registrato al Randy's Recording Studio ed al Harry J's Studios di Kingston, Jamaica.

## Tracce
Lato A
1. Man in the Hills – 3:59 (Winston Rodney)
2. It Is Good – 2:44 (Phillip Fullwood, Walter Rodney)
3. No More War – 3:20 (Winston Rodney)
4. Black Soul – 3:24 (Winston Rodney)
5. Lion – 3:12 (Winston Rodney)

Lato B
1. People Get Ready – 3:22 (Winston Rodney)
2. Children – 3:42 (Winston Rodney)
3. Mother – 3:36 (Winston Rodney)
4. Door Peep – 2:38 (Winston Rodney)
5. Groovy – 3:55 (Winston Rodney)

## Musicisti
- Winston Rodney - voce, percussioni
- Ruper Willington - armonie vocali, cori
- Delroy Hines - armonie vocali, cori
- Earl Chinna Smith - chitarra
- Roots Kinsley - chitarra
- Tony Chin - chitarra
- Herman Marquis - sassofono alto
- Richard Dirty Harry Hall - sassofono tenore
- Bobby Ellis - tromba
- Vincent Trommie Gordon - trombone
- Earl Wire Lindo - tastiere
- Bernard Toutie Harvey - tastiere
- Tyrone Downie - tastiere
- Robbie Shakespeare - basso
- Aston Barrett - basso
- Leroy Horsemouth Wallace - batteria
- Sticky Skully - percussioni